# Абди, Бархад
Бархад Абди (сомал. Barkhad Abdi; араб. بركات عبدي‎; род. 10 апреля 1985) — американский актёр сомалийского происхождения. Осуществил свой кинематографический дебют в триллере 2013 года «Капитан Филлипс», за который он получил множество номинаций на разные премии, включая номинацию на премию «Оскар» за лучшую мужскую роль второго плана. За эту же роль был удостоен премии Британской киноакадемии в 2014 году.

## Ранняя жизнь
Бархад Абди родился в 1985 году в Могадишо, в южном регионе Сомали Банадире. Он вырос в Йемене, куда его семья перебралась из-за гражданской войны в Сомали.
В 1999 году, в возрасте 14 лет, Абди вместе со своей семьёй переехал в Миннеаполис. Впоследствии, он поступил в «Государственный институт Миннесоты Мурхед», расположенном в четырёх часах на северо-западе от Миннеаполиса. До того как подать себя в киноиндустрию, он работал водителем лимузина, магазинным клерком в бизнесе самозанятых телекоммуникаций вместе со своим братом Гуледом, и диджеем в Миннесоте.

## Карьера
Абди дебютировал в кино в фильме 2013 года «Капитан Филлипс», сыграв Абдували Мусэ, главаря банды пиратов. За эту роль он получил номинацию на премию Гильдии киноактёров США за лучшую мужскую роль второго плана. Он также был номинирован на премию «Оскар» за лучшую мужскую роль второго плана. Кроме того, Абди получил номинации на премии «Золотой глобус» и «BAFTA» за лучшую мужскую роль второго плана. После номинаций он сделал ряд выступлений в СМИ с планами переехать в Лос-Анджелес в феврале 2014 года.
В октябре 2017 года Абди снялся в фильме Дениса Вильнева «Бегущий по лезвию 2049» в незначительной роли учёного.
В настоящее время Абди снимает фильм «Ciyaalka Xaafada». Он также снял несколько музыкальных клипов.

## Филантропия
В 2013 году Абди служил в качестве посла для НПО Адесо, руководимого экологом Сомали Фатимой Джибрелль.

## Фильмография
| Год  |     | Русское название               | Оригинальное название                  | Роль                  |
| ---- | --- | ------------------------------ | -------------------------------------- | --------------------- |
| 2013 | ф   | Капитан Филлипс                | Captain Phillips                       | Абдували Мусэ         |
| 2015 | с   | Гавайи 5.0                     | Hawaii Five-0                          | Роко Макони           |
| 2015 | ф   | Всевидящее око                 | Eye in the Sky                         | Джама Фарах           |
| 2015 | кор | —                              | Wolf Who Cried Boy                     | Реджи                 |
| 2016 | ф   | Братья из Гримсби              | The Brothers Grimsby                   | Табанси Ниагура       |
| 2016 | мс  | Гриффины                       | Family Guy                             | Абдували Мусэ         |
| 2017 | кор | —                              | America; I Too                         | Ахмед                 |
| 2017 | ф   | Пираты Сомали                  | The Pirates of Somalia                 | Абди                  |
| 2017 | ф   | Вымогательство                 | Extortion                              | Мигель Каба           |
| 2017 | ф   | Хорошее время                  | Good Time                              | охранник в луна-парке |
| 2017 | ф   | Бегущий по лезвию 2049         | Blade Runner 2049                      | Док Беджер            |
| 2018 | ф   | Невероятные приключения Факира | The Extraordinary Journey of the Fakir | Вираж                 |
| 2019 | ф   | Девушка из Могадишо            | A Girl from Mogadishu                  | Хассан                |
| 2019 | с   | Касл-Рок                       | Castle Rock                            | Абди Хоулвадаг        |
| 2020 | ф   | —                              | Beneath a Sea of Lights                | Кауис                 |
| 2022 | ф   | Игра агентов                   | Agent Game                             | Омар                  |

## Награды и номинации
| Награда                        | Год  | Категория                                      | Название работы | Результат |
| ------------------------------ | ---- | ---------------------------------------------- | --------------- | --------- |
| Оскар                          | 2014 | Лучшая мужская роль второго плана              | Капитан Филлипс | Номинация |
| Золотой глобус                 | 2014 | Лучшая мужская роль второго плана в кинофильме | Капитан Филлипс | Номинация |
| BAFTA                          | 2014 | Лучшая мужская роль второго плана              | Капитан Филлипс | Победа    |
| Премия Гильдии киноактёров США | 2014 | Лучшая мужская роль второго плана              | Капитан Филлипс | Номинация |
| MTV Movie & TV Awards          | 2014 | Лучший кинозлодей                              | Капитан Филлипс | Номинация |